# 브라질가는주머니쥐
브라질가는주머니쥐(Marmosops paulensis)는 남아메리카에 사는 주머니쥐의 일종이다. 브라질 남동부 대서양림의 산지 습윤 삼림에서 발견된다. 포유류로는 드물게 완전한 단회번식을 한다.